# Plage de Kómos
Kómos (en grec moderne : Κόμος) est une plage de sable de 4 km de long sur la côte sud de la Crète, à environ 3,5 km ou une demi-heure de marche du village de Pitsídia. 
En raison de la présence présumée d'antiquités dans la zone de la ville portuaire minoenne partiellement fouillée de Kómos, la plage de Kómos ne peut pas être construite. Elle est située dans une zone de protection archéologique supervisée par Athènes. Ceci explique pourquoi, malgré la proximité de Mátala et de sa petite baie, on ne trouve que quelques tavernes sur la plage de Kómos. Les tortues caouannes (Caretta caretta), une espèce menacée, qui utilisent Kómos comme lieu de ponte, bénéficient également de cette interdiction de construction.

## Liens Web
- ARCHELON, la Société de protection des tortues marines de Grèce

## Source de traduction
- (de) Cet article est partiellement ou en totalité issu de l’article de Wikipédia en allemand intitulé « Komos (Strand) » (voir la liste des auteurs).